# The Voices of Patti Page
The Voices of Patti Page è un album della cantante statunitense Patti Page, pubblicato dalla casa discografica Mercury Records nel luglio del 1956.

## Tracce

### LP
Lato A
1. The Doggie in the Window – 2:58 (Bob Merrill) – Registrato il 18 dicembre 1952 a New York
2. Butterflies – 2:40 (Bob Merrill) – Registrato il 9 giugno 1953 al Fine Sound Studio di New York
3. Hocus Pocus – 2:08 (Norman Gimbel, David Saxon) – Registrato il 21 dicembre 1953 al Fine Sound Studio di New York
4. I Cried – 2:41 (William Tesone, Michael Elias) – Registrato il 30 giugno 1954
5. I Can't Tell a Waltz from a Tango – 2:14 (Al Hoffman, Dick Manning) – Registrato il 30 giugno 1954 a New York
6. Milwaukee Polka – 2:45 (Charles Tobias, Nat Simon) – Registrato il 21 settembre 1953 al Fine Sound Studio di New York

Lato B
1. Changing Partners – 2:45 (Joe Darion, Larry Coleman) – Registrato il 21 settembre 1953 al Fine Sound Studio di New York
2. What a Dream – 2:49 (Chuck Willis) – Registrato il 30 giugno 1954 a New York
3. I Love to Dance with You – 2:35 (Don Raye, Bill Fadden) – Registrato il 23 novembre 1954 al Fine Sound Studio di New York
4. Everlovin' (A One Way Love) – 2:15 (Joe Sherman, Noel Sherman) – Registrato il 23 novembre 1954 al Fine Sound Studio di New York
5. Little Crazy Quilt – 2:34 (Hal David, Leon Carr) – Registrato il 25 febbraio 1955 al Fine Sound Studio di New York
6. Keep Me in Mind – 2:20 (Jack Wolf, Burt Bacharach) – Registrato il 25 febbraio 1955 al Fine Sound Studio di New York

## Musicisti
- Patti Page – voce
- Jack Rael – conduttore orchestra (eccetto nei brani: Milwaukee Polka e Changing Partners)
- Joe Reisman (Joe Reisman's Polka) – conduttore orchestra (solo nei brani: Milwaukee Polka e Changing Partners)